# Megan Leavey
Megan Leavey (bra: Megan Leavey) é um filme americano de drama de guerra de 2017, dirigido por Gabriela Cowperthwaite e escrito por Pamela Gray, com a ajuda de Annie Mumolo, Tim Lovestedt e Jordan Roberts. Baseado em fatos reais, conta a história da fuzileira dos Estados Unidos, Megan Leavey, e seu cão Rex. O filme é estrelado por Kate Mara, Edie Falco, Common, Ramón Rodríguez e Tom Felton.
O filme foi lançado em 9 de junho de 2017, pela Bleecker Street.

## Elenco

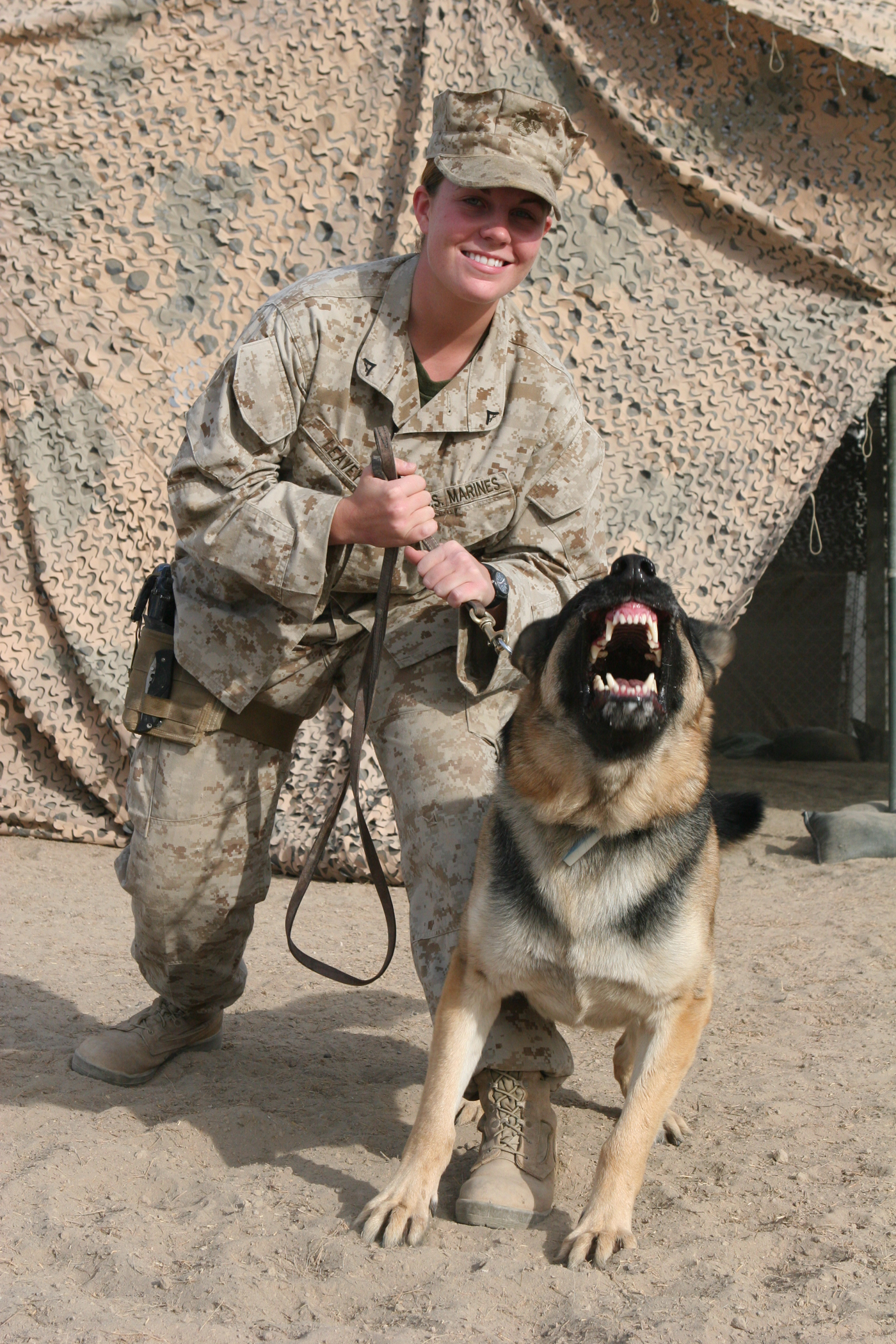
Imagem real de Megan Leavey e Rex em serviço na Marinha dos Estados Unidos

- Kate Mara como soldado Megan Leavey
- Edie Falco como Jackie Leavey, a mãe de Megan.[3]
- Common como Sargento de Artilharia Massey[4]
- Ramón Rodríguez como o soldado Matt Morales[5]
- Tom Felton como Andrew Dean, um veterano adestrador de cães.[6]
- Damson Idris[7]
- Shannon Tarbet como Barb
- Bradley Whitford
- Alex Hafner como a ECP Sgt Sanders
- Will Patton
- Parker Sawyers
- Corey Weaver como Barman

## Produção
No dia 7 de agosto, 2015, foi anunciado que a Gabriela Cowperthwaite iria dirigir um filme baseados em eventos sobre a vida real da heroína Megan Leavey e seu cão de combate militar Rex. O roteiro foi escrito por Pamela Gray, com a ajuda de Annie Mumolo, Tim Lovestedt, e Jordan Roberts. A LD Entertainment produziu o filme com a ajuda de Mickey Liddell, Jennifer Monroe, e Pete Shilaimon.
A filmagem começou em 12 de outubro de 2015, em Charleston, Carolina do Sul.

## Lançamento
Em janeiro de 2017, a Bleecker Street, adquiriu os direitos de distribuição para o filme e definiu seu lançamento para 9 de junho de 2017.